# Дайзендорф
Дайзендорф (нім. Daisendorf) — громада в Німеччині, знаходиться в землі Баден-Вюртемберг. Підпорядковується адміністративному округу Тюбінген. Входить до складу району Бодензе.
Площа — 2,44 км2. Населення становить 1600 ос. (станом на 31 грудня 2020).

## Відомі особистості
В поселенні помер:
- Карел Лішка (1914—1987) — чеський живописець.